# Novigrad (Istrie)
Pour les articles homonymes, voir Novigrad.

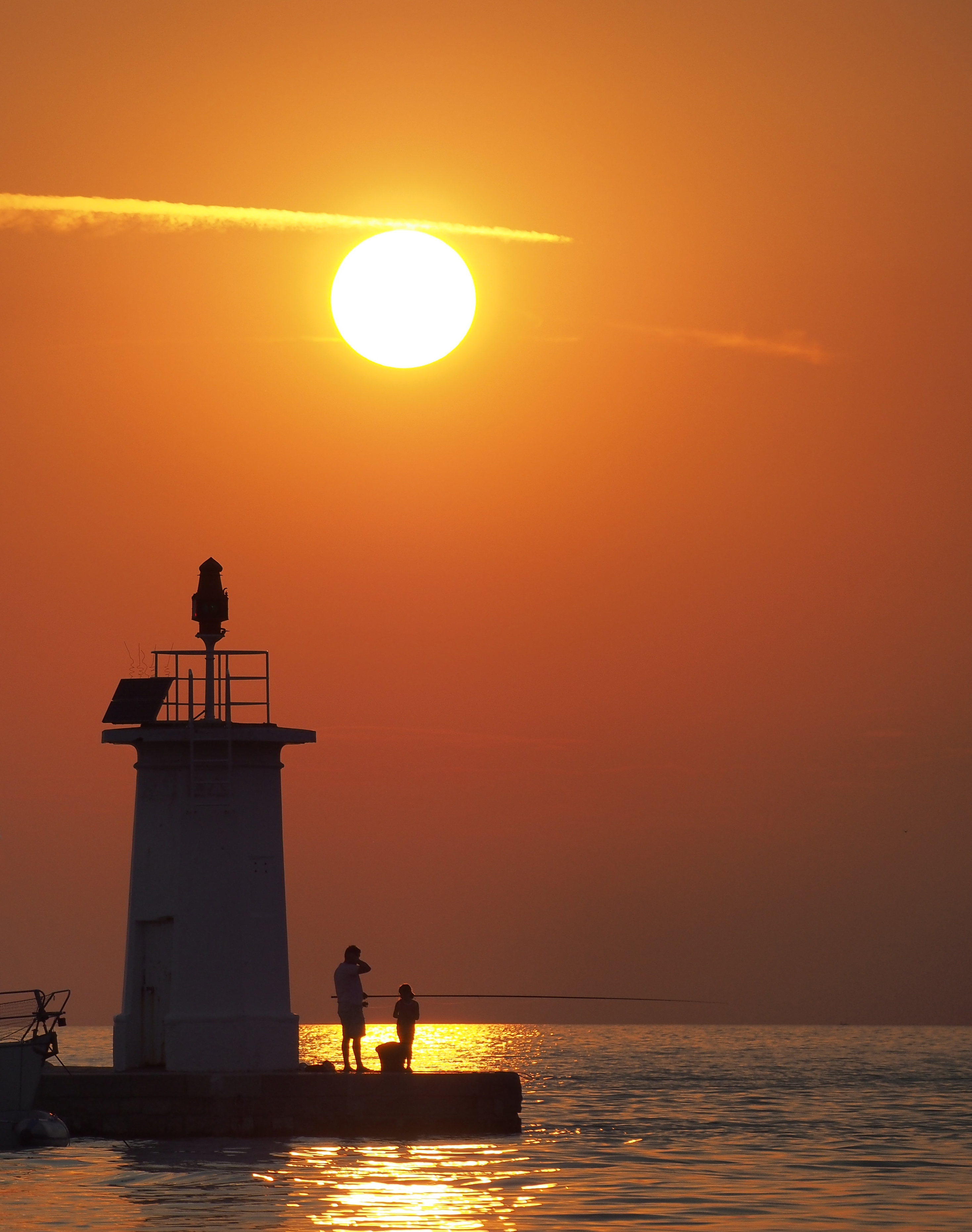
Pêche sur la jetée de Novigrad. Juillet 2015.

Novigrad (en italien: Cittanova ou Cittanova d'Istria) est une ville et une municipalité située en Istrie, dans le comitat d'Istrie, en Croatie. Au recensement de 2001, la municipalité comptait 4 002 habitants, dont 69,87 % de Croates et 12,77 % d'Italiens, et la ville seule comptait 2 629 habitants.
C'est une commune bilingue croate/italien.

## Localités
La municipalité de Novigrad compte 5 localités :
- Antenal – Antenal
- Bužinija – Businia
- Dajla – Daila
- Mareda – Mareda
- Novigrad – Cittanova

## Maire
| Législature | Nom         | Parti(s) | Note  |
| ----------- | ----------- | -------- | ----- |
| 2005-2009   | Anteo Milos | IDS      |       |
| 2009-2013   | Anteo Milos | IDS      | [ 4 ] |